# Sainte-Geneviève, Manche
Sainte-Geneviève  là một xã thuộc tỉnh Manche trong vùng Normandie tây bắc nước Pháp. Xã này nằm ở khu vực có độ cao trung bình 15 mét trên mực nước biển.